# Primera FEB 2025-26
La Primera FEB 2025-26 es la 30.ª temporada de la segunda liga española de baloncesto. Comenzará el 26 de septiembre de 2025 con la primera jornada de la temporada regular y terminará el 7 de junio de 2026.

## Equipos

### Promoción y descenso (pretemporada)
Un total de 17 equipos competirán en la liga; 13 equipos de la temporada 2024-25, un equipo descendido de la ACB junto con los tres equipos ascendidos de la Segunda FEB.
Equipos descendidos de ACB
- Covirán Granada[2]
- Leyma Coruña

Equipos ascendidos de Segunda FEB
- Palmer Basket Mallorca Palma
- Melilla Ciudad del Deporte
- Fibwi Mallorca Bàsquet Palma

### Estadios y ciudades
| Equipo                              | Ciudad                 | Pabellón                           | Capacidad |
| ----------------------------------- | ---------------------- | ---------------------------------- | --------- |
| Alimerka Oviedo Baloncesto          | Oviedo                 | Palacio de los Deportes de Oviedo  | 5,400     |
| Caja Rural CB Zamora                | Zamora                 | Pabellón Municipal Ángel Nieto     | 1,790     |
| Club Ourense Baloncesto             | Orense                 | Palacio de los Deportes Paco Paz   | 5,500     |
| Fibwi Mallorca Bàsquet Palma        | Palma de Mallorca      | Palacio de Deportes Son Moix       | 3,920     |
| Flexicar Fuenlabrada                | Fuenlabrada            | Polideportivo Fernando Martín      | 5,700     |
| Grupo Alega Cantabria               | Torrelavega            | Pabellón Vicente Trueba            | 2,688     |
| Grupo Caesa Seguros FC Cartagena CB | Cartagena              | Palacio de Deportes de Cartagena   | 5,162     |
| Grupo Ureta Tizona Burgos           | Burgos                 | Polideportivo Municipal El Plantío | 2,432     |
| Hestia Menorca                      | Mahón                  | Pabellón Menorca                   | 5,115     |
| HLA Alicante                        | Alicante               | Pabellón Pedro Ferrándiz           | 5,696     |
| Inveready Gipuzkoa                  | San Sebastián          | Amenabar Arena                     | 11,000    |
| Leyma Coruña                        | La Coruña              | Coliseum de La Coruña              | 11,000    |
| Melilla Ciudad del Deporte          | Melilla                | Pabellón Javier Imbroda Ortiz      | 2,900     |
| Monbus Obradoiro                    | Santiago de Compostela | Multiusos Fontes do Sar            | 6,666     |
| Movistar Estudiantes                | Madrid                 | Movistar Arena                     | 13,109    |
| Movistar Estudiantes                | Madrid                 | Movistar Academy Magariños         | 600       |
| Palmer Basket Mallorca Palma        | Palma de Mallorca      | Palacio de Deportes Son Moix       | 3,920     |
| Súper Agropal Palencia              | Palencia               | Pabellón Municipal de Palencia     | 5,204     |

### Entrenadores y patrocinadores
| Equipo                              | Entrenador          | Fabricante | Patrocinador               |
| ----------------------------------- | ------------------- | ---------- | -------------------------- |
| Alimerka Oviedo Baloncesto          | Javi Rodríguez      | Kappa      | Alimerka                   |
| Caja Rural CB Zamora                | Saulo Hernández     | Hummel     | Caja Rural                 |
| Club Ourense Baloncesto             | Moncho López        | Wibo       |                            |
| Fibwi Mallorca Bàsquet Palma        | Pablo Cano da Costa | Erreà      | Fibwi                      |
| Flexicar Fuenlabrada                | Iñaki Martín        | Kromex     | Flexicar                   |
| Grupo Alega Cantabria               | Lolo Encinas        | Vive       | Grupo Alega                |
| Grupo Caesa Seguros FC Cartagena CB | Félix Alonso        | Macron     | Grupo Caesa Seguros        |
| Grupo Ureta Tizona Burgos           | Jordi Juste         | Kappa      | Grupo Ureta Automóviles    |
| Hestia Menorca                      | Javier Zamora       | Wibo       | Fundación Hestia           |
| HLA Alicante                        | Rubén Perelló       | Hummel     | HLA                        |
| Inveready Gipuzkoa                  | Sergio García       | Macron     | Inveready                  |
| Leyma Coruña                        | Carles Marco        | PG         | Leyma                      |
| Melilla Ciudad del Deporte          | Mikel Garitaonandia | Wibo       | Melilla Ciudad del Deporte |
| Monbus Obradoiro                    | Diego Epifanio      | Geff       | Monbus                     |
| Movistar Estudiantes                | Toni Ten            | Puma       | Movistar                   |
| Palmer Basket Mallorca Palma        | Marco Justo         | Nike       | Palmer Inmobiliaria        |
| Súper Agropal Palencia              | Natxo Lezkano       | Hummel     | Súper Agropal              |

### Cambios de entrenadores
| Equipo                              | Entrenador saliente | Motivo de salida | Fecha               | Clasificación | Entrenador entrante | Fecha               |
| ----------------------------------- | ------------------- | ---------------- | ------------------- | ------------- | ------------------- | ------------------- |
| Inveready Gipuzkoa                  | Mikel Odriozola     | Fin de contrato  | 28 de mayo de 2025  | Pretemporada  | Sergio García       | 5 de junio de 2025  |
| Grupo Ureta Tizona Burgos           | Salva Camps         | Fin de contrato  | 3 de junio de 2025  | Pretemporada  | Jordi Juste         | 11 de junio de 2025 |
| Leyma Coruña                        | Diego Epifanio      | Fin de contrato  | 5 de junio de 2025  | Pretemporada  | Carles Marco        | 25 de junio de 2025 |
| Grupo Caesa Seguros FC Cartagena CB | Jordi Juste         | Fin de contrato  | 10 de junio de 2025 | Pretemporada  | Félix Alonso        | 23 de junio de 2025 |
| Monbus Obradoiro                    | Félix Alonso        | Fin de contrato  | 12 de junio de 2025 | Pretemporada  | Diego Epifanio      | 12 de junio de 2025 |
| Flexicar Fuenlabrada                | Toni Ten            | Fin de contrato  | 12 de junio de 2025 | Pretemporada  | Iñaki Martín        | 28 de julio de 2025 |
| Movistar Estudiantes                | Natxo Lezkano       | Fin de contrato  | 13 de junio de 2025 | Pretemporada  | Toni Ten            | 13 de junio de 2025 |
| Súper Agropal Palencia              | Luis Guil           | Fin de contrato  | 11 de julio de 2025 | Pretemporada  | Natxo Lezkano       | 13 de julio de 2025 |

## Liga regular

### Clasificación en la liga regular
| Pos. | Equipo                              | PJ | G | P | GF | GC | DG | Pts | Ascenso, clasificación o descenso |
| ---- | ----------------------------------- | -- | - | - | -- | -- | -- | --- | --------------------------------- |
| 1    | Alimerka Oviedo Baloncesto          | 0  | 0 | 0 | 0  | 0  | 0  | 0   | Ascenso a Liga ACB                |
| 2    | Caja Rural CB Zamora                | 0  | 0 | 0 | 0  | 0  | 0  | 0   | Promoción de Ascenso              |
| 3    | Club Ourense Baloncesto             | 0  | 0 | 0 | 0  | 0  | 0  | 0   | Promoción de Ascenso              |
| 4    | Fibwi Mallorca Bàsquet Palma        | 0  | 0 | 0 | 0  | 0  | 0  | 0   | Promoción de Ascenso              |
| 5    | Flexicar Fuenlabrada                | 0  | 0 | 0 | 0  | 0  | 0  | 0   | Promoción de Ascenso              |
| 6    | Grupo Alega Cantabria               | 0  | 0 | 0 | 0  | 0  | 0  | 0   | Promoción de Ascenso              |
| 7    | Grupo Caesa Seguros FC Cartagena CB | 0  | 0 | 0 | 0  | 0  | 0  | 0   | Promoción de Ascenso              |
| 8    | Grupo Ureta Tizona Burgos           | 0  | 0 | 0 | 0  | 0  | 0  | 0   | Promoción de Ascenso              |
| 9    | Hestia Menorca                      | 0  | 0 | 0 | 0  | 0  | 0  | 0   | Promoción de Ascenso              |
| 10   | HLA Alicante                        | 0  | 0 | 0 | 0  | 0  | 0  | 0   |                                   |
| 11   | Inveready Gipuzkoa                  | 0  | 0 | 0 | 0  | 0  | 0  | 0   |                                   |
| 12   | Leyma Coruña                        | 0  | 0 | 0 | 0  | 0  | 0  | 0   |                                   |
| 13   | Melilla Ciudad del Deporte          | 0  | 0 | 0 | 0  | 0  | 0  | 0   |                                   |
| 14   | Monbus Obradoiro                    | 0  | 0 | 0 | 0  | 0  | 0  | 0   |                                   |
| 15   | Movistar Estudiantes                | 0  | 0 | 0 | 0  | 0  | 0  | 0   |                                   |
| 16   | Palmer Basket Mallorca Palma        | 0  | 0 | 0 | 0  | 0  | 0  | 0   | Descenso a la Segunda FEB         |
| 17   | Súper Agropal Palencia              | 0  | 0 | 0 | 0  | 0  | 0  | 0   | Descenso a la Segunda FEB         |

 Fuente: FEB

### Evolución en la clasificación
La tabla lista la clasificación después de la conclusión de cada jornada. Para preservar la evolución cronológica de cada jornada, cualquier partido aplazado no es incluido en la jornada en qué era originalmente planificado, sino que son añadidos a la jornada siguiente inmediatamente después a la que fueron jugados.
| Equipo ╲ Jornada                    | 1                          | 2 | 3 | 4 | 5 | 6 | 7 | 8 | 9 | 10 | 11 | 12 | 13 | 14 | 15 | 16 | 17 | 18 | 19 | 20 | 21 | 22 | 23 | 24 | 25 | 26 | 27 | 28 | 29 | 30 | 31 | 32 | 33 | 34 |
| ----------------------------------- | -------------------------- | - | - | - | - | - | - | - | - | -- | -- | -- | -- | -- | -- | -- | -- | -- | -- | -- | -- | -- | -- | -- | -- | -- | -- | -- | -- | -- | -- | -- | -- | -- |
| Equipo ╲ Jornada                    | Alimerka Oviedo Baloncesto |   |   |   |   |   |   |   |   |    |    |    |    |    |    |    |    |    |    |    |    |    |    |    |    |    |    |    |    |    |    |    |    |    |
| Caja Rural CB Zamora                |                            |   |   |   |   |   |   |   |   |    |    |    |    |    |    |    |    |    |    |    |    |    |    |    |    |    |    |    |    |    |    |    |    |    |
| Club Ourense Baloncesto             |                            |   |   |   |   |   |   |   |   |    |    |    |    |    |    |    |    |    |    |    |    |    |    |    |    |    |    |    |    |    |    |    |    |    |
| Fibwi Mallorca Bàsquet Palma        |                            |   |   |   |   |   |   |   |   |    |    |    |    |    |    |    |    |    |    |    |    |    |    |    |    |    |    |    |    |    |    |    |    |    |
| Flexicar Fuenlabrada                |                            |   |   |   |   |   |   |   |   |    |    |    |    |    |    |    |    |    |    |    |    |    |    |    |    |    |    |    |    |    |    |    |    |    |
| Grupo Alega Cantabria               |                            |   |   |   |   |   |   |   |   |    |    |    |    |    |    |    |    |    |    |    |    |    |    |    |    |    |    |    |    |    |    |    |    |    |
| Grupo Caesa Seguros FC Cartagena CB |                            |   |   |   |   |   |   |   |   |    |    |    |    |    |    |    |    |    |    |    |    |    |    |    |    |    |    |    |    |    |    |    |    |    |
| Grupo Ureta Tizona Burgos           |                            |   |   |   |   |   |   |   |   |    |    |    |    |    |    |    |    |    |    |    |    |    |    |    |    |    |    |    |    |    |    |    |    |    |
| Hestia Menorca                      |                            |   |   |   |   |   |   |   |   |    |    |    |    |    |    |    |    |    |    |    |    |    |    |    |    |    |    |    |    |    |    |    |    |    |
| HLA Alicante                        |                            |   |   |   |   |   |   |   |   |    |    |    |    |    |    |    |    |    |    |    |    |    |    |    |    |    |    |    |    |    |    |    |    |    |
| Inveready Gipuzkoa                  |                            |   |   |   |   |   |   |   |   |    |    |    |    |    |    |    |    |    |    |    |    |    |    |    |    |    |    |    |    |    |    |    |    |    |
| Leyma Coruña                        |                            |   |   |   |   |   |   |   |   |    |    |    |    |    |    |    |    |    |    |    |    |    |    |    |    |    |    |    |    |    |    |    |    |    |
| Melilla Ciudad del Deporte          |                            |   |   |   |   |   |   |   |   |    |    |    |    |    |    |    |    |    |    |    |    |    |    |    |    |    |    |    |    |    |    |    |    |    |
| Monbus Obradoiro                    |                            |   |   |   |   |   |   |   |   |    |    |    |    |    |    |    |    |    |    |    |    |    |    |    |    |    |    |    |    |    |    |    |    |    |
| Movistar Estudiantes                |                            |   |   |   |   |   |   |   |   |    |    |    |    |    |    |    |    |    |    |    |    |    |    |    |    |    |    |    |    |    |    |    |    |    |
| Palmer Basket Mallorca Palma        |                            |   |   |   |   |   |   |   |   |    |    |    |    |    |    |    |    |    |    |    |    |    |    |    |    |    |    |    |    |    |    |    |    |    |
| Súper Agropal Palencia              |                            |   |   |   |   |   |   |   |   |    |    |    |    |    |    |    |    |    |    |    |    |    |    |    |    |    |    |    |    |    |    |    |    |    |

### Resultados
| Local \ Visitante                   | OCB | ZAM | COB | PLM | FUE | CAN | CAR | TIZ | MEN | ALI | GIP | COR | MEL | OBR | EST | PBA | PAL |
| ----------------------------------- | --- | --- | --- | --- | --- | --- | --- | --- | --- | --- | --- | --- | --- | --- | --- | --- | --- |
| Alimerka Oviedo Baloncesto          | —   |     |     |     |     |     |     |     |     |     |     |     |     |     |     |     |     |
| Caja Rural CB Zamora                |     | —   |     |     |     |     |     |     |     |     |     |     |     |     |     |     |     |
| Club Ourense Baloncesto             |     |     | —   |     |     |     |     |     |     |     |     |     |     |     |     |     |     |
| Fibwi Mallorca Bàsquet Palma        |     |     |     | —   |     |     |     |     |     |     |     |     |     |     |     |     |     |
| Flexicar Fuenlabrada                |     |     |     |     | —   |     |     |     |     |     |     |     |     |     |     |     |     |
| Grupo Alega Cantabria               |     |     |     |     |     | —   |     |     |     |     |     |     |     |     |     |     |     |
| Grupo Caesa Seguros FC Cartagena CB |     |     |     |     |     |     | —   |     |     |     |     |     |     |     |     |     |     |
| Grupo Ureta Tizona Burgos           |     |     |     |     |     |     |     | —   |     |     |     |     |     |     |     |     |     |
| Hestia Menorca                      |     |     |     |     |     |     |     |     | —   |     |     |     |     |     |     |     |     |
| HLA Alicante                        |     |     |     |     |     |     |     |     |     | —   |     |     |     |     |     |     |     |
| Inveready Gipuzkoa                  |     |     |     |     |     |     |     |     |     |     | —   |     |     |     |     |     |     |
| Leyma Coruña                        |     |     |     |     |     |     |     |     |     |     |     | —   |     |     |     |     |     |
| Melilla Ciudad del Deporte          |     |     |     |     |     |     |     |     |     |     |     |     | —   |     |     |     |     |
| Monbus Obradoiro                    |     |     |     |     |     |     |     |     |     |     |     |     |     | —   |     |     |     |
| Movistar Estudiantes                |     |     |     |     |     |     |     |     |     |     |     |     |     |     | —   |     |     |
| Palmer Basket Mallorca Palma        |     |     |     |     |     |     |     |     |     |     |     |     |     |     |     | —   |     |
| Súper Agropal Palencia              |     |     |     |     |     |     |     |     |     |     |     |     |     |     |     |     | —   |

## Jugador de la jornada

#### Liga regular
| Jornada | Jugador | Equipo | Val | Ref |
| ------- | ------- | ------ | --- | --- |
| 1       |         |        |     |     |
| 2       |         |        |     |     |
| 3       |         |        |     |     |
| 4       |         |        |     |     |
| 5       |         |        |     |     |
| 6       |         |        |     |     |
| 7       |         |        |     |     |
| 8       |         |        |     |     |
| 9       |         |        |     |     |
| 10      |         |        |     |     |
| 11      |         |        |     |     |
| 12      |         |        |     |     |
| 13      |         |        |     |     |
| 14      |         |        |     |     |
| 15      |         |        |     |     |
| 16      |         |        |     |     |
| 17      |         |        |     |     |
| 18      |         |        |     |     |
| 19      |         |        |     |     |
| 20      |         |        |     |     |
| 21      |         |        |     |     |
| 22      |         |        |     |     |
| 23      |         |        |     |     |
| 24      |         |        |     |     |
| 25      |         |        |     |     |
| 26      |         |        |     |     |
| 27      |         |        |     |     |
| 28      |         |        |     |     |
| 29      |         |        |     |     |
| 30      |         |        |     |     |
| 31      |         |        |     |     |
| 32      |         |        |     |     |
| 33      |         |        |     |     |
| 34      |         |        |     |     |

#### Playoffs
| Jornada   | Jugador | Equipo | Val | Ref |
| --------- | ------- | ------ | --- | --- |
| Partido 1 |         |        |     |     |
| Partido 2 |         |        |     |     |
| Partido 3 |         |        |     |     |
| Partido 4 |         |        |     |     |
| Partido 5 |         |        |     |     |

#### Final Four
| Jornada    | Jugador | Equipo | Val | Ref |
| ---------- | ------- | ------ | --- | --- |
| Final Four |         |        |     |     |

### Quinteto de la jornada

#### Liga regular
Se indica entre paréntesis la valoración obtenida en dicha jornada. Destacado el MVP de la jornada.
| Jornada | Base | Escolta | Alero | Ala-Pívot | Pívot | Ref |
| ------- | ---- | ------- | ----- | --------- | ----- | --- |
| 1       |      |         |       |           |       |     |
| 2       |      |         |       |           |       |     |
| 3       |      |         |       |           |       |     |
| 4       |      |         |       |           |       |     |
| 5       |      |         |       |           |       |     |
| 6       |      |         |       |           |       |     |
| 7       |      |         |       |           |       |     |
| 8       |      |         |       |           |       |     |
| 9       |      |         |       |           |       |     |
| 10      |      |         |       |           |       |     |
| 11      |      |         |       |           |       |     |
| 12      |      |         |       |           |       |     |
| 13      |      |         |       |           |       |     |
| 14      |      |         |       |           |       |     |
| 15      |      |         |       |           |       |     |
| 16      |      |         |       |           |       |     |
| 17      |      |         |       |           |       |     |
| 18      |      |         |       |           |       |     |
| 19      |      |         |       |           |       |     |
| 20      |      |         |       |           |       |     |
| 21      |      |         |       |           |       |     |
| 22      |      |         |       |           |       |     |
| 23      |      |         |       |           |       |     |
| 24      |      |         |       |           |       |     |
| 25      |      |         |       |           |       |     |
| 26      |      |         |       |           |       |     |
| 27      |      |         |       |           |       |     |
| 28      |      |         |       |           |       |     |
| 29      |      |         |       |           |       |     |
| 30      |      |         |       |           |       |     |
| 31      |      |         |       |           |       |     |
| 32      |      |         |       |           |       |     |
| 33      |      |         |       |           |       |     |
| 34      |      |         |       |           |       |     |

#### Playoffs
| Jornada   | Base | Escolta | Alero | Ala-Pívot | Pívot | Ref |
| --------- | ---- | ------- | ----- | --------- | ----- | --- |
| Partido 1 |      |         |       |           |       |     |
| Partido 2 |      |         |       |           |       |     |
| Partido 3 |      |         |       |           |       |     |
| Partido 4 |      |         |       |           |       |     |
| Partido 5 |      |         |       |           |       |     |

#### Final Four
| Jornada    | Base | Escolta | Alero | Ala-Pívot | Pívot | Ref |
| ---------- | ---- | ------- | ----- | --------- | ----- | --- |
| Final Four |      |         |       |           |       |     |